# Hipposcarus harid
 Hipposcarus harid és una espècie de peix de la família dels escàrids i de l'ordre dels perciformes.

## Morfologia
Els mascles poden assolir els 75 cm de longitud total.

## Distribució geogràfica
Es troba des del Mar Roig fins al Canal de Moçambic, Madagascar, les Seychelles, Sri Lanka i les Maldives.